# Bezoar

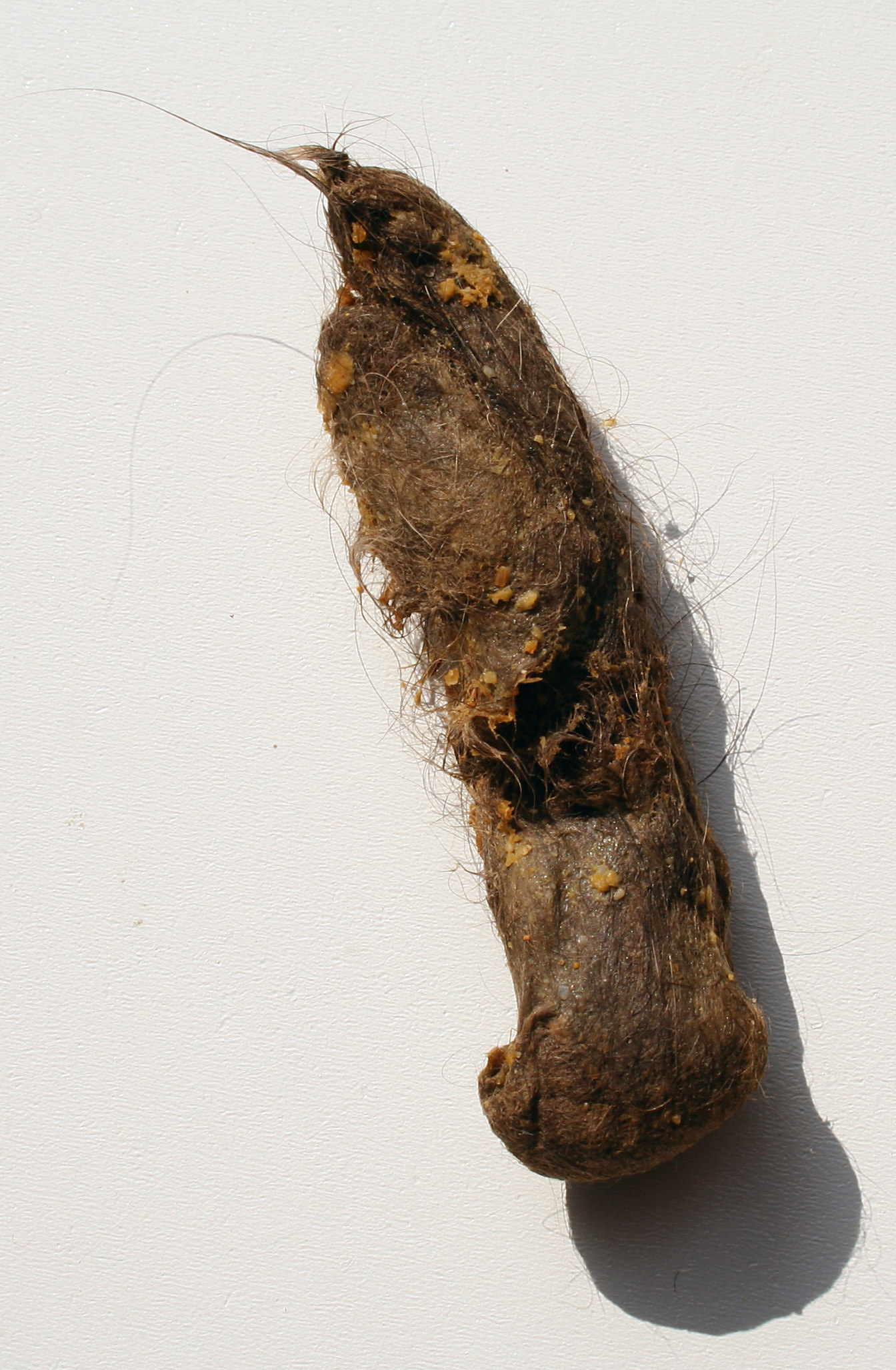
Ein länglicher Bezoar (10 cm)
von einer Maine-Coon-Katze

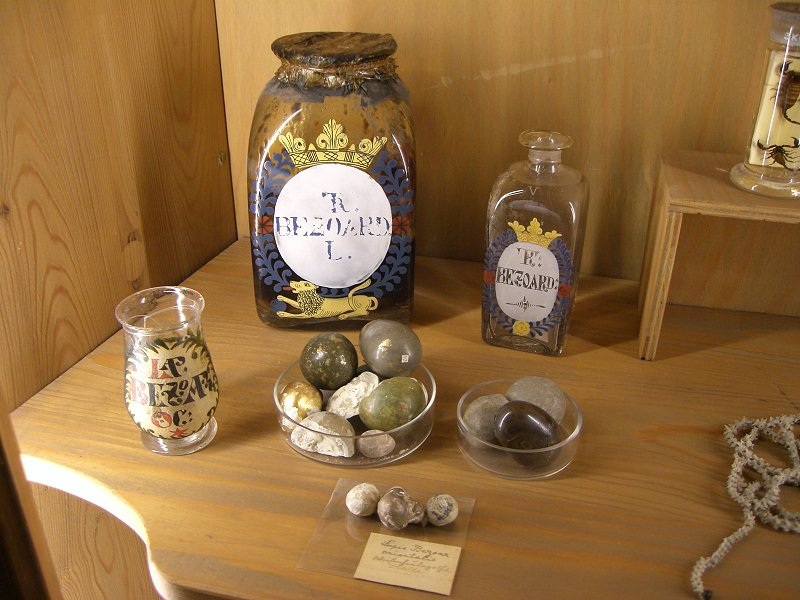
Bezoarsteine, ausgestellt im Deutschen Apothekenmuseum im Heidelberger Schloss

Ein Bezoar (von persisch padzahr, „Gegengift“), auch Bezoarstein und Magenstein genannt, ist eine Verklumpung aus verschluckten unverdaulichen Materialien wie Haaren, der als Trichobezoar (Synonym: Pilobezoar) physiologischerweise im Magen von Greifvögeln oder Katzen nach dem Verschlingen von Beutetieren gebildet wird. Die unverdaulichen Fell-/Haar-Reste werden nach einiger Zeit hochgewürgt und ausgeworfen. Bei Greifvögeln werden die so ausgeschiedenen Nahrungsreste als Gewölle bezeichnet. Ein Bezoar aus Pflanzenfasern nennt man Phytobezoar, Mischungen aus Pflanzenfasern und Haaren Phytotrichobezoar.
Haar-Bezoare finden sich auch im Magen oder Pansen der Rinder und anderer Wiederkäuer, aber auch zum Beispiel im Magen von Kaninchen, wobei sich offenbar die Haare, die durch Ablecken des Fells aufgenommen werden, ansammeln, und früher gelegentlich auch bei Mädchen mit Zöpfen.

## Bezoare beim Menschen
Bei der Trichotillomanie wird Trichophagie, das wiederholte Verschlucken von Haaren (früher gelegentlich bei Mädchen berichtet, welche die Spitzen ihrer Zöpfe abbeißen), beobachtet, wonach es zur Bildung von Haargeschwülsten (Trichobezoaren) im Magen kommen kann. Selten werden Bezoare nicht nur im Magen, sondern auch im Dünn- oder Dickdarm gebildet und können dort zu einem Darmverschluss (Ileus) führen. Es wird auch von Bezoaren in der Bauchspeicheldrüse berichtet, die aus einer kaugummiartigen Masse bestehen.
Daneben können sich Bezoare bei Säuglingen auch aus eingedickter, geronnener Milch bilden (Milchpfropfsyndrom oder Laktobezoar). Ein Phytobezoar (Geschwulst, die sich aus Pflanzenfasern bildet) besteht aus ungenügend durchgekauten pflanzlichen Fasern und wurde etwa bei Magersucht (Verzehr von Watte) und Pica-Syndrom beobachtet. Ein Ösophagusbezoar kann sich im Rahmen einer Antazida-Therapie entwickeln. Patienten nach einer Gastrektomie neigen vermehrt zu Bezoarbildung; bei ihnen wurden auch fungale Bezoare durch Candida albicans beobachtet.
Bezoare können Geschwüre, Blutungen und Perforationen verursachen, deren Todesrate beträgt 20 %.
Bezoare wurden im 18. Jahrhundert von Georges Louis Leclerc beschrieben und im 19. Jahrhundert etwa von Charles Robin näher untersucht.

## Bezoarsteine

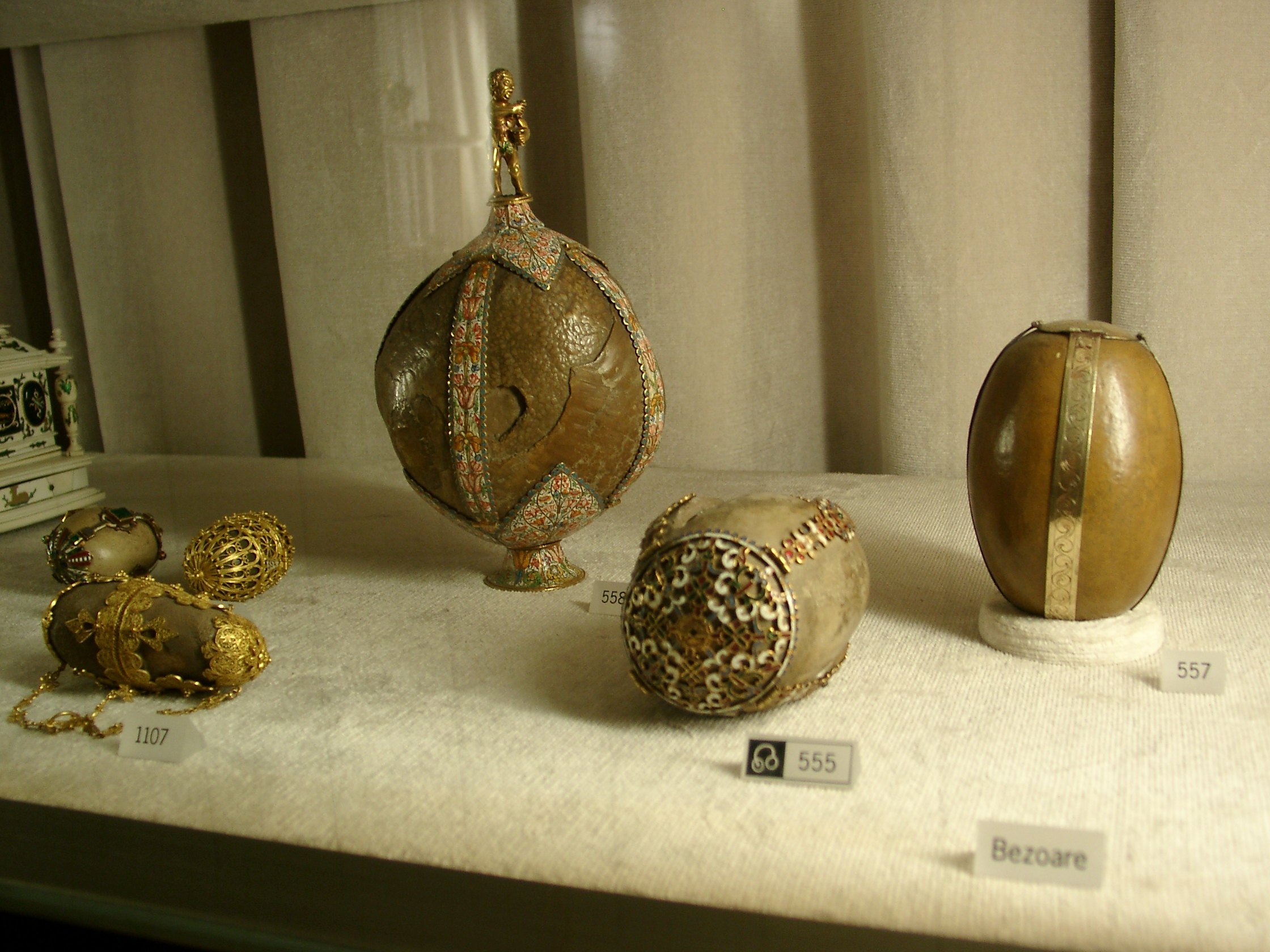
Einige Bezoarsteine aus der Schatzkammer der Wittelsbacher

Ist die Bezoar-Kugel durch ihren langen Aufenthalt in dieser Umgebung von einer harten Kruste überzogen, so nennt man sie Bezoarstein. In der Veterinärmedizin wird ein Bezoarstein als pathologischer Gastrolith oder Hirschkugel bezeichnet.
Besonders häufig findet man Bezoarsteine in den Verdauungsorganen von Wiederkäuern, da in ihnen die Nahrung immer wieder umhergewälzt wird. Haare oder Pflanzenfasern können dabei verfilzen und Bezoare bilden. Wenn diese sich in kleinen Taschen in der Darmwand (den sogenannten Divertikeln) einlagern, kann dort nach einiger Zeit eine harte Kruste auf den Bezoaren entstehen.

## Volksmedizin und Magie
Im Altertum schrieben viele Kulturen Bezoaren magische Kräfte zu. Als Erstbeschreiber medizinischer Wirkungen gilt Sushruta, ein indischer Arzt und Verfasser eines bedeutenden ayurvedischen Werkes. Außerdem wurden Bezoare zur magischen Beeinflussung des Wetters eingesetzt.
In der traditionellen chinesischen Medizin werden Bezoaren auch heute noch medizinische Eigenschaften nachgesagt und diese zu hohen Preisen gehandelt. Ein im November 2017 entdeckter 140 Gramm schwerer Magenstein eines Hausschweins wurde auf einen Wert von 3 Millionen Yuan (ca. 400.000 Euro) geschätzt.
Bezoare sollten vor allem vor Vergiftungen schützen, zum Beispiel bei möglicherweise vergifteten Getränken. Bezoarsteine wurden teilweise zu kostbaren Schmuckstücken verarbeitet, die man an einer Kette in das Trinkgefäß tauchen konnte. In der Schatzkammer der Münchner Residenz und auch in der Kunstkammer Wien sind einige Exemplare ausgestellt.
Auch in der Populärliteratur kommen Bezoare als Heil- und Zaubermittel vor, beispielsweise in Band 1 und Band 6 von Harry Potter oder in Neil Gaimans Sandman.